# Сусо (футболіст)
Хе́сус Хоакі́н Ферна́ндес Са́ес де ла То́рре (ісп. Jesús Joaquín Fernández Sáez de la Torre), більш відомий як Су́со (ісп. Suso) (нар. 19 листопада 1993 року, Альхесірас, Іспанія) — іспанський футболіст, правий вінгер збірної Іспанії та іспанського клубу «Севілья».

## Початок кар'єри
Футбольні кар'єру Хесус почав в аматорській команді «Лолуба». У віці 12 років Сусо приєднався до молодіжної команди «Кадіса». Влітку 2010 року футболіст приєднався до академії «Ліверпуля», відхиливши пропозиції «Барселони» та «Реал Мадрида».

## «Ліверпуль»
Спочатку півзахисник вважався орендованим, оскільки не міг отримати офіційний дозвіл на роботу. 19 листопада 2010 року, на своє 17-ліття, Сусо підписав повноцінний контракт з англійським клубом. Вперше в головній команді футболіст вийшов 1 серпня 2010 року у передсезонному товариському матчі проти менхенгладбаської «Боруссії». У сезоні 2011-12 в молодіжній команді Хесус відзначився п'ятьма голами в 17 матчах.

### Сезон 2012-13
Сусо був включений до основного складу команди на передсезонний збір США та Канадою в липні 2012 року. Футболіст зіграв другий тайм у матчі проти «Торонто».
20 вересня 2012 року Сусо дебютував за основну команду в матчі Ліги Європи проти швейцарського «Янг Бойз». 23 вересня Хесус вперше з'явився у матчі Прем'єр-ліги, проти «Манчестер Юнайтед», замінивши Фабіо Боріні, який травмувався у перерві. Через шість днів півзахисник з'явився у матчі Кубка ліги проти «Вест Бромвіч Альбіон». 29 вересня вперше розпочав матч в лізі в грі проти «Норвіч Сіті». У матчі Сусо віддав результативну передачу Луїсу Суаресу.
19 жовтня футболіст підписав довгостроковий контракт з клубом.

## «Альмерія»
12 липня 2013 року Сусо на правах річної оренди приєднався до іспанської «Альмерії».

## Міжнародна кар'єра
Сусо грав в юнацьких збірних на рівнях U-17, U-18 та U-19. 2012 року у складі юнацької збірної Іспанії U-19 здобув перемогу на юнацькому чемпіонаті Європи, де він виходив зі стартових хвилин у кожному матчі.

## Статистика
Дані актуальні станом на 20 травня 2013
| Чемпіонат         | Чемпіонат         | Чемпіонат         | Ліга | Ліга | Кубок         | Кубок         | Кубок ліги            | Кубок ліги            | Континет. змаг. | Континет. змаг. | Всього | Всього |
| Сезон             | Клуб              | Ліга              | Ігри | Голи | Ігри          | Голи          | Ігри                  | Голи                  | Ігри            | Голи            | Ігри   | Голи   |
| Англія            | Англія            | Англія            | Ліга | Ліга | Кубок Англії  | Кубок Англії  | Кубок Футбольної Ліги | Кубок Футбольної Ліги | Європа          | Європа          | Всього | Всього |
| ----------------- | ----------------- | ----------------- | ---- | ---- | ------------- | ------------- | --------------------- | --------------------- | --------------- | --------------- | ------ | ------ |
| 2012/13           | «Ліверпуль»       | Прем'єр-ліга      | 14   | 0    | 1             | 0             | 1                     | 0                     | 4               | 0               | 10     | 0      |
| Всього            | Англія            | Англія            | 14   | 0    | 1             | 0             | 1                     | 0                     | 4               | 0               | 10     | 0      |
| Іспанія           | Іспанія           | Іспанія           | Ліга | Ліга | Кубок Іспанії | Кубок Іспанії | Кубок іспанської ліги | Кубок іспанської ліги | Європа          | Європа          | Всього | Всього |
| 2013/14           | «Альмерія»        | Прімера           | 4    | 1    | 0             | 0             | 0                     | 0                     | 0               | 0               | 0      | 0      |
| Всього за кар'єру | Всього за кар'єру | Всього за кар'єру | 18   | 1    | 1             | 0             | 1                     | 0                     | 4               | 0               | 10     | 0      |

## Титули і досягнення
- Чемпіон Європи (U-19) (1):

Збірна Іспанії (U-19): 2012
- Володар Суперкубка Італії з футболу (1):

«Мілан»: 2016
- Володар Ліги Європи (2):

«Севілья»: 2019-20, 2022-23